# Chương trình nghiên cứu
Một chương trình nghiên cứu là một mạng lưới chuyên nghiệp của các nhà khoa học thực hiện nghiên cứu cơ bản. Thuật ngữ được sử dụng bởi nhà triết học về khoa học Imre Lakatos để kết hợp và chỉnh sửa mô hình khoa học chuẩn tắc là thuyết kiểm sai của Karl Popper và mô hình mang tính mô tả của Thomas Kuhn về khoa học bình thường. Lakatos nhận thấy thuyết kiểm sai là không thực tế và thường không được áp dụng, còn khoa học thông thường – nơi một hệ hình khoa học, đóng vai trò là một mẫu hình (exemplar), loại trừ các quan điểm khác biệt – thường độc tài hơn thực tế diễn ra.
Lakatos nhận thấy rằng nhiều chương trình nghiên cứu có thể cùng tồn tại, mỗi loại chương trình có một lõi cứng gồm tập hợp các lý thuyết được miễn nhiễm với sự xét lại, xung quanh là một vành đai bảo vệ của những lý thuyết mềm hơn. Một chương trình nghiên cứu mà chống lại những chương trình khác là một chương trình cấp tiến nhất. Việc mở rộng các lý thuyết trong chương trình nghiên cứu sang những vùng mới là sự tiến bộ lý thuyết, và những sự chứng thực bằng thí nghiệm là tiến bộ thực nghiệm, thì luôn từ chối sự kiểm sai của lõi cứng trong chương trình nghiên cứu. Một chương trình nghiên cứu có thể suy thoái – mất tính tiến bộ - nhưng sau đó có thể lại phục hồi tính tiến bộ.

## Các ví dụ
- Chương Trình nghiên cứu của Nga, Đại học Warwick,Liên Hiệp Anh
- Chương trình nghiên cứu thay đổi toàn cầu của Mỹ Lưu trữ ngày 26 tháng 11 năm 2009 tại archive.today
- Chương Trình Nghiên cứu Khí hậu Thế giới Lưu trữ ngày 4 tháng 8 năm 2009 tại Wayback Machine